# F. League
La F. League es la liga nacional japonesa de fútbol sala. Es la competición más importante del continente asiático de clubes. Es una liga semiprofesional, a excepción del Nagoya Oceans que es totalmente profesional, y posee una media de espectadores muy alta.

## Historia
En 2006, la Asociación Japonesa de Fútbol anuncia la creación de una liga nacional, reemplanzando al Campeonato Nacional de Futsal que agrupaba a todos los campeones regionales en una fase final (este campeonato quedó como competición de copa, participando además de los campeones regionales, los diez equipos de la F. League. Desde 2007 se denomina Puma Cup).
La F. League comenzó con ocho equipos, se han incorporado dos más y con su crecimiento está consiguiendo poco a poco la total profesionalidad del fútbol sala japonés.

## Sistema de competición
Los equipos se enfrentan todos contra todos a tres vueltas. De local, de visita y un partido en el neutral Estadio Yoyogi de Tokio. Los tres primeros clasificados disputan el playoff por el título, en primer turno una eliminatoria entre el segundo y tercer clasificado. El ganador de dicha eliminatoria se enfrenta al campeón de la liga regular. El campeón obtiene el derecho a participar en el Campeonato Asiático de Clubes de Futsal.
Es una liga cerrada por lo tanto no hay descensos ni ascensos, aumentando la cantidad de clubes en caso de "expansión".

## Equipos de la F. League (2021/22)

### F1
| Team                | City/Area           | Main Arena                          | Founded |
| ------------------- | ------------------- | ----------------------------------- | ------- |
| Y.S.C.C Yokohama    | Yokohama, Kanagawa  | Hiranuma Memorial Gymnasium         | 2018    |
| Bardral Urayasu     | Urayasu, Chiba      | Urayasu General Gymnasium           | 1998    |
| Pescadola Machida   | Machida (Tokio)     | Machida Municipal General Gymnasium | 1999    |
| Fuchu Athletic F.C. | Fuchū (Tokio)       | Fuchu Sports Center                 | 2000    |
| Fugador Sumida      | Tokio               | Sumida City Gymnasium               | 2001    |
| Shriker Osaka       | Osaka, Osaka        | Osaka Municipal Central Gymnasium   | 2002    |
| Vasagey Oita        | Oita, Oita          | Oozu Sports Park                    | 2003    |
| Nagoya Oceans       | Nagoya, Aichi       | Taiyo Yakuhin Ocean Arena           | 2006    |
| Shonan Bellmare     | Hiratsuka, Kanagawa | Odawara Arena                       | 2007    |
| Espolada Hokkaido   | Sapporo, Hokkaido   | Hokkaido Prefectural Sports Center  | 2008    |
| Voscuore Sendai     | Sendai, Miyagi      | Sendai Gymnasium                    | 2012    |
| F.League selection  | Nagoya, Aichi       | Takeda Teva Ocean Arena             | 2018    |

### F2
| Team                 | City/Area            | Main Arena       | Founded |
| -------------------- | -------------------- | ---------------- | ------- |
| Toruela Kashiwa      | Kashiwa, Chiba       |                  | 2018    |
| Agleymina Hamamatsu  | Hamamatsu, Shizuoka  | Hamamatsu Arena  | 1996    |
| Boaluz Nagano        | Nagano, Nagano       |                  | 2018    |
| Vincedor Hakusan     | Hakusan, Ishikawa    |                  | 2018    |
| Deução Kobe          | Kōbe, Hyogo          | Kobe Green Arena | 2007    |
| Hiroshima F DO       | Hiroshima, Hiroshima |                  | 2018    |
| Porseido Hamada      | Hamada, Shimane      |                  | 2018    |
| Borkbulle Kitakyushu | Kitakyushu, Fukuoka  |                  | 2018    |

## Palmares
| Temporada | Ganador       | Subcampeón        | Tercer Lugar             |
| --------- | ------------- | ----------------- | ------------------------ |
| 2007–08   | Nagoya Oceans | Bardral Urayasu   | Deução Kobe              |
| 2008–09   | Nagoya Oceans | Bardral Urayasu   | Deução Kobe              |
| 2009–10   | Nagoya Oceans | Pescadola Machida | Shriker Osaka            |
| 2010–11   | Nagoya Oceans | Deução Kobe       | Vasagey Oita             |
| 2011–12   | Nagoya Oceans | Shriker Osaka     | Deução Kobe              |
| 2012–13   | Nagoya Oceans | Shriker Osaka     | Fuchu Athletic           |
| 2013–14   | Nagoya Oceans | Shriker Osaka     | Vasagey Oita             |
| 2014–15   | Nagoya Oceans | Shriker Osaka     | Bardral Urayasu          |
| 2015–16   | Nagoya Oceans | Fuchu Athletic    | Shriker Osaka            |
| 2016–17   | Shriker Osaka | Pescadola Machida | Nagoya Oceans            |
| 2017–18   | Nagoya Oceans | Pescadola Machida | Shonan Bellmare          |
| 2018–19   | Nagoya Oceans | Shriker Osaka     | Tachikawa Fuchu Athletic |
| 2019-20   | Nagoya Oceans | Fugador Sumida    | Vasagey Oita             |
| 2020-21   |               |                   |                          |